# سیارک ۲۲۸۶۲
سیارک ۲۲۸۶۲ (به انگلیسی: 22862 Janinedavis، نامگذاری:1999RG152) بیست و دو هزار و هشتصد و شصت و دومین سیارک کشف شده‌است که در ۹ سپتامبر ۱۹۹۹ کشف شد.
قدر مطلق سیارک برابر ۷.۸ است.